# Subsahara-Afrika Initiative der Deutschen Wirtschaft
Die Subsahara-Afrika Initiative der Deutschen Wirtschaft (SAFRI) ist eine deutsche Organisation mit Sitz in Berlin.

## Überblick
Die Subsahara-Afrika Initiative der Deutschen Wirtschaft (SAFRI) dient der Förderung nachhaltiger und partnerschaftlicher Wirtschaftsbeziehungen zwischen Deutschland und Subsahara-Afrika. Trägerorganisationen sind der Afrika-Verein der deutschen Wirtschaft, der Bundesverband der Deutschen Industrie, der Bundesverband Großhandel, Außenhandel, Dienstleistungen und die Deutsche Industrie- und Handelskammer. Vorsitzender der SAFRI ist seit 4. Oktober 2023 Thomas Schäfer, Mitglied des Volkswagen-Konzernvorstands.

## Geschichte
SAFRI wurde im Mai 1996 auf Anregung des damaligen Bundeskanzlers Helmut Kohl gegründet. Im Oktober 1997 organisierte SAFRI in Zusammenarbeit mit dem SADC-Sekretariat eine Konferenz in Windhuk (Namibia). Die Konferenz bezeichnete den Privatsektor als wichtigste Antriebskraft für nachhaltige Entwicklung auf dem afrikanischen Kontinent. Das Abschlussdokument, die „Declaration of Windhoek“, definierte die Ziele der Zusammenarbeit zwischen Unternehmern aus Deutschland und den SADC-Staaten und formulierte Rahmenbedingungen für Kooperationen zwischen Deutschland und den afrikanischen Ländern. Sie gilt als das inhaltliche Gründungsdokument von SAFRI.
Mit Beginn des Jahres 2015 entschieden sich die SAFRI-Träger, ihre Kooperation zu vertiefen und die Regionalinitiative auf alle Länder Subsahara-Afrikas auszuweiten. Vorsitzender der Subsahara-Afrika Initiative der Deutschen Wirtschaft war von 2015 bis 2023 Heinz-Walter Große, damaliger Vorstandsvorsitzender der B. Braun Melsungen AG.

## Aufgaben
- Intensivierung und inhaltliche Gestaltung der Zusammenarbeit mit den Ländern des südlichen Afrika
- Förderung von Handel und Investitionen in beide Richtungen
- Flankierung der wirtschaftspolitischen Entwicklung und Gestaltung der Rahmenbedingungen mit dem südlichen Afrika
- Bündelung der wirtschaftlichen und wirtschaftspolitischen Anliegen der deutschen Wirtschaft mit Interessen in der SADC-Region

## Deutsch-Afrikanischer Wirtschaftsgipfel
Die SAFRI richtet seit 2015 den Deutsch-Afrikanischen Wirtschaftsgipfel (englisch German-African Business Summit) (GABS) aus. Übersicht der bisherigen Veranstaltungen:
- 1. GABS: Berlin (Deutschland), 7. bis 8. September 2015, rund 400 Teilnehmer[3][4]
- 2. GABS: Nairobi (Kenia), 8. bis 10. Februar 2017, mehr als 460 Teilnehmer[5]
- 3. GABS: Accra (Ghana), 11. bis 13. Februar 2019, rund 650 Teilnehmer[6]
- 4. GABS: Johannesburg (Südafrika), vom 6. bis 8. Dezember 2022, mehr als 700 Teilnehmer[7]
- 5. GABS: Nairobi (Kenia), vom 2. bis 4. Dezember 2024, mehr als 800 Teilnehmer[8]

## Aus- und Fortbildung afrikanischer Unternehmer und Studenten
Über ihre wirtschaftspolitische Aufgabenstellung hinaus engagiert sich SAFRI in der Aus- und Fortbildung afrikanischer Unternehmer und Studenten. Hierzu wurde 1998 das Projekt „Journey to Excellence“ (J2Ex) ins Leben gerufen. Ziel dieses Projektes ist es, das unternehmerische Know-how, Wettbewerbsfähigkeit und regionale Integration im südlichen Afrika zu fördern. Zielgruppen sind kleine und mittelständische Betriebe sowie Institutionen mit Multiplikatoreffekt. 
In Zusammenarbeit mit Mercedes-Benz South Africa bietet SAFRI Studenten und Hochschulabsolventen aus den SADC-Ländern sechsmonatige Praktika bei der Daimler AG und anderen Unternehmen in Deutschland an. Das „Students Experience Programme“ (STEP) vermittelt sowohl praktische Berufserfahrung als auch internationale Erfahrung in einer interkulturellen Umgebung.